# Motilität
Motilität (lat. motio „Bewegung“) bezeichnet die Fähigkeit zur aktiven Bewegung. Dagegen wird die Eigenschaft, bewegt werden zu können, als Mobilität (passive Beweglichkeit) bezeichnet. Das Gegenwort ist Sessilität.

## Bedeutung in Biologie und Medizin
In der Biologie bezeichnet Motilität vor allem die Bewegungsfähigkeit von Organismen und Zellorganellen.
In der Medizin ist der Begriff Motilität etwas enger gefasst und beschränkt sich auf unwillkürliche Bewegungsvorgänge im Körper (z. B. Bewegungen des Darms; siehe Peristaltik). Eine überhöhte Bewegungsaktivität wird als Hypermotilität bezeichnet, eine verringerte als Hypomotilität.
- Speziell in der Augenheilkunde wird als Motilität die Augenbewegungsfähigkeit bezeichnet.
- In einem erweiterten Sinn wird der Begriff auch zur Beschreibung der Bewegungsfähigkeit der Skelettmuskulatur verwendet.[2]
- Bei Erkrankungen des Nervensystems wird zwischen gesteigerter (Hyperkinese), verminderter (Hypokinese) oder fehlender Motilität (Akinese) unterschieden.

## Zellbiologie: Zellmotilität
Motilität der Zelle ist eine amöboide Bewegung der gesamten Zelle (wie bei  Leukozyten) oder ein Fließen und Strömen im Protoplasma der Zelle. Die Motilität der Spermien ist ein wichtiges Kriterium für die Spermaqualität bei der Künstlichen Befruchtung bzw. Künstlichen Besamung.

## Sozialwissenschaften: Menschenmotilität
Der Begriff wird von Vincent Kaufmann, Max Bergman und Dominique Joye in der Soziologie verwendet. Er beschreibt die Fähigkeit der Menschen, sich zu bewegen, welche unter der Bevölkerung ungleich verteilt ist. Gewöhnlich wird dies als „Horizontale Mobilität“ behandelt. Canzler et al. definieren motility als die Kapazität oder die Kompetenz eines Akteurs, sich sozial und räumlich zu bewegen.

## Motilität als Basismodell des Unterrichts
Der Schweizer Erziehungswissenschaftler Fritz Oser hat in seiner Konzeption der Basismodelle des Unterrichts 10 Methoden der Vermittlung und Aneignung von Wissen, Fähigkeiten und Fertigkeiten definiert. Dabei wird das Motilitätsmodell als Verarbeitung affektiver Spannung durch schöpferisches Tun beschrieben.

## Belege
1. ↑  Motilität Eintrag im Lexikon der Biologie bei spektrum.de
2. ↑  Arnd Krüger: Geschichte der Bewegungstherapie, in: Präventivmedizin. Heidelberg: Springer Loseblatt Sammlung 1999, 07.06, 1 – 22.
3. ↑  Canzler, W. et al.: Tracing Mobilities. Towards a Cosmopolitan Perspective. Hampshire: Ashgate, 2008, S. 3.
4. ↑   Oser, F. & Patry, J.-L. 1990: Choreographien unterrichtlichen Lernens. Basismodelle des Unterrichts. Berichte zur Erziehungswissenschaft, Nr. 89. Pädagogisches Institut der Universität Fribourg.
5. ↑  Stefan Haenni: Das Motilitätsmodell – Eine empirische Studie zum Kunstunterricht der Maturitätsschulen. Dissertation. Pädagogisches Institut der Universität Fribourg, Fribourg 1995, OCLC 245642496.